# Juscelino Kubitschek
Juscelino Kubitschek de Oliveira (Diamantina, Minas Gerais 12 de setembre 1902 – Resende, Rio de Janeiro 22 d'agost 1976) va ser un polític brasiler, President de la República entre 1956 i 1961.

## Biografia
La seva família era d'origen txec. El 1927 es llicencià en medicina a Belo Horizonte, i més tard estudià a Berlín i París. El 1934 fou membre del govern de l'estat de Minas Gerais pel Partit Social Democràtic, i fou diputat al parlament federal del 1934 al 1945, i alcalde de Belo Horizonte el 1940–1945. El 1950 esdevingué governador de l'estat de Minas Gerais fins al 1956, quan fou escollit President de Brasil sota l'eslògan 50 anys de progrés en 5 anys de govern.
Durant el seu mandat es crearen nombroses plantes hidroelèctriques i grans carreteres, com la que uneix Belém i Brasília. Va atraure nombrosos inversors estrangers que van fundar indústries automovilístiques i d'electrodomèstics, entre d'altres, creant molts llocs de treball. També fou responsable de:
- El Pla de Metes. (plantejament d'inversions públiques en salut, educació, etc.).[5]
- La creació de la Sudene (SUperintendència per al DEsenvolupament de la regió Nord-est brasilera).[6]
- La construcció de l'actual capital brasilera, Brasília.[7]
- En la política exterior, la proposició de l'Operación Panamericana (una mena de "Pla Marshall" per al desenvolupament dels països pobres del continent americà).[8]

Ocupà el càrrec fins al 1961 i fou substituït per Jânio Quadros. Després del cop d'estat del 1964 marxà de Brasil i va perdre tots els drets polítics. Tornà el 1967, morint en un sospitós accident automobilístic l'any 1976.

## Heroi de la Pàtria
En virtut de la Llei Federal núm. 13766, de 2018, el Congrés Nacional del Brasil va decretar la inscripció de Kubitschek en el Llibre dels Herois i Heroïnes de la Pàtria, un memorial cenotàfic situat dintre del Panteó de la Pàtria i de la Llibertat Tancredo Neves de Brasília, creat per honorar la memòria de les persones que millor van servir al país en la seva defensa i construcció.